# Rodion Kuzmin
Rodion Ossijewitsch Kusmin (em russo:  Родион Осиевич Кузьмин; Vitebsk, 22 de novembro de 1891 — São Petersburgo 24 de março de 1949) foi um matemático soviético.
É conhecido por seu trabalho nos campos da teoria dos números e análise matemática.

## Resultados selecionados
- Em 1928, Kuzmin resolveu[2] o seguinte problema, formulado por Gauss (ver distribuição de Gauss–Kuzmin): se x é um número aleatório escolhido uniformemente em (0, 1), e

{\displaystyle x=1/(k_{1}+1/(k_{2}+\cdots ))}
é sua expansão em fração contínua, encontrar um limite para
{\displaystyle \Delta _{n}(s)=\mathbb {P} \left\{1/(k_{n+1}+1/(k_{n+2}+\cdots ))\leq s\right\}-\log _{2}(1+s)~.}
Gauss mostrou que Δn tende a zero quando n tende a infinito, contudo não conseguir expressar um limite. Kuzmin mostrou que
{\displaystyle |\Delta _{n}(s)|\leq Ce^{-\alpha {\sqrt {n}}}~,}
com C,α > 0 sendo constantes numéricas. Em 1929, o limite foi aprimorado para C 0.7n por Paul Pierre Lévy.
- Em 1930, Kuzmin provou[3] que números da forma ab, onde a é algébrico e b é um irracional quadrático real, são transcendentais. Por exemplo,

{\displaystyle 2^{\sqrt {2}}=2,6651441426902251886502972498731\ldots }
é transcendental. Ver o teorema de Gelfond-Schneider para desenvolvimentos posteriores.

## Obras
- com N. M. Günter: Aufgabensammlung zur Höheren Mathematik (2 Bände), Deutscher Verlag der Wissenschaften, Berlin 1957 (Original em russo 1946, eine frühere Ausgabe von N. M. Günter stammt aus dem Jahr 1909[4])